# Rocco Granata
Rocco Granata (n. 16 august 1938, Figline Vegliaturo, Calabria, Italia) este un cântăreț, acordeonist și actor italian, naturalizat în Belgia. Cea mai cunoscută piesă a lui este Marina din anul 1959.

## Biografie
Rocco Granata s-a născut în 1938 în Figline Vegliaturo, Calabria. Părinții săi s-au mutat din sudul Italiei în regiunea carboniferă belgiană din Genk. Granata a lucrat aici ca mecanic auto și s-a dedicat muzicii ca hobby cântând cu prietenii la târgurile din zonă. În 1957 au cântat o samba a cărei melodie a fost deosebit de bine primită de public, iar la scurt timp după aceea, Granata a scris și versuri italiene pentru acest cântec.
L-a numit Marina (se presupune că a folosit ca inspirație o marcă italiană de țigări numit „Marina”) și a început inițial singur să comercializeze piesa. Casa de discuri EMI Columbia a luat cunoștință de cântec și de artist și a lansat piesa în 1959. Marina a avut un mare succes nu numai în Belgia, ci și în Italia, precum și în alte țări europene cât și peste ocean.
Granata a avut succese în continuare și a apărut în anii 1960 cu propriul spectacol la Carnegie Hall din New York. S-a implicat și în film și a jucat ca actor și cântăreț în mai multe filme muzicale. Acum locuiește cu soția sa în Anvers.

## Discografie selectivă

### Albume
- 1960 Marina and other favorites (Laurie)
- 1968 Rocco Granata Plays His Hits On Accordeon (Granata Records/Cardinal)
- 1970 Rocco en de meisjes (Delta)
- 1971 Rocco Granata in sprookjesland (Cardinal)
- 1972 Zomersproetjes (Cardinal)
- 1973 Ciao amore (Cardinal)
- 1981 20 Fantastic Italian Songs (Activ)
- 1986 De allergrootste hits van Rocco Granata (Benelux)
- 1988 Mit den augen der zärtlichkeit (VM)
- 1989 Smile (Cardinal)
- 1989 Popular Italian songs
- 1989 Marina (New Beat remix - Rocco & The Carnations)
- 1990 Jetzt noch einmal mit gefühl (VM)
- 1990 Bella Italia (ABR)
- 1998 Buona sera (CNR) (Dureco)
- 1998 That's amore
- 1999 Rocco Granata da Marina a La fotografia (Bumshiva Music)
- 1999 Rocco Granata Live Brussels 1999
- 2000 Schöne Weihnacht - Buon Natale
- 2002 La Fotografia
- 2004 Rocco Granata - Greatest hits
- 2007 Paisellu miu con Toots Thielemans (Cardinal)
- 2008 Ricominciamo (Cardinal)
- 2011 Rocco con Buscemi (Mostiko)
- 2013 Argentina con Enrique Noviello e Los Autenticos Decadentes (con i testi di Giacomo Lariccia)
- 2015 L'italiano con Buscemi (ZYX)

### Single
- 1959 Marina/E'primavera/Oh, oh, Rosi/Manuela (Cupol, CEP 250, 7")
- 1960 Germanina/Ein italiano (Bluebell, BB 03045, 7")
- 1960 La bella/Torna a Sorriento (Moonglow Records, 5110, 7") - Locul patru în Flandra, Belgia și al optulea în Țările de Jos
- 1960 La bella/O ciucciariello (Columbia, C 21 458, 7")
- 1960 Biondina/Rocco cha cha (Columbia, C 21 602, 7")
- 1961 Gisella/Mulino bianco (Moonglow Records, 5145 X 45, 7")
- 1961 Carolina dai!/Biondina (Moonglow Records, 5135 X 45, 7")
- 1962 Signorina mit dem blonden haar/Ich bin immer verliebt (Columbia, C 22 179, 7")
- 1962 Signorina bella/Gisella (Bluebell, BB 03069, 7")
- 1962 Irena/Lacrime d'amore (Bluebell, BB 03072, 7")
- 1962 Pupetta/Tango d'amore (Sonet, T 7533, 7")
- 1962 Pepito/Hello America (Artone, GR 24116 A, 7")
- 1962 Tango delle rose/Signorina (Moonglow Records, 5170 X 45, 7")
- 1962 On my way to America/Nature (Moonglow Records, 5172 X 45, 7")
- 1962 Hello Amerika/Signorina bella (Sonet, T-7522, 7")
- 1999 Una mattina... Bella ciao/Malaika angelo mio (Cardinal, 2102800, 7")

## Filmografie selectivă
- 1960 Marina, regia Paul Martin
- 1960 Schick deine Frau nicht nach Italien, regia Hans Grimm
- 1963 Hochzeit am Neusiedlersee, regia Rolf Olsen
- 1965 Ein Ferienbett mit 100 PS, regia Wolfgang Becker
- 1966 Das Spukschloß im Salzkammergut, regia Hans Billian și Rolf Olsen
- 1971 Händler der vier Jahreszeiten (doar muzica de film), regia Rainer Werner Fassbinder
- 1984 Zware jongens, regia Robbe De Hert
- 2013 Marina, regia Stijn Coninx (film biografic, apariție cameo)